# Shepherd's Bush Market (métro de Londres)
Shepherd's Bush Market est une station des lignes : Circle line et Hammersmith & City line, du métro de Londres, en zone 2. Elle est située sur l'Uxbridge Road, à Shepherd's Bush sur le territoire du borough londonien de Hammersmith et Fulham.

## Situation sur le réseau
Elle est située entre les stations Goldhawk Road et Latimer Road dans la zone 2 de la Travelcard.

## Histoire
Le 21 juillet 2005, un attentat raté a eu lieu dans la station.
Elle s'appelait Shepherd's Bush jusqu'au 12 octobre 2008.

## À proximité
- Une station complètement distincte du métro de Londres, également appelée Shepherd's Bush, se trouve non loin sur la Central line. Les deux stations sont toutes les deux dans le voisinage du Shepherd's Bush dans l'ouest de Londres, et sont à quelques pas l'une et l'autre des extrémités du Shepherd's Bush Common. Autour de ces stations se trouvent plusieurs lieux populaires de concert et le Loftus Road, qui accueille le club de football Queens Park Rangers F.C..
- Le marché éponyme, qui donne son nom à la station, se trouve à côté de la ligne, entre cette station et Goldhawk Road. Dans le marché on peut trouver les fruits et les légumes exotiques, les disques compacts, et les autres meubles.